# Vlag van Dubrovnik

Vlag van Dubrovnik (ratio 2:3)

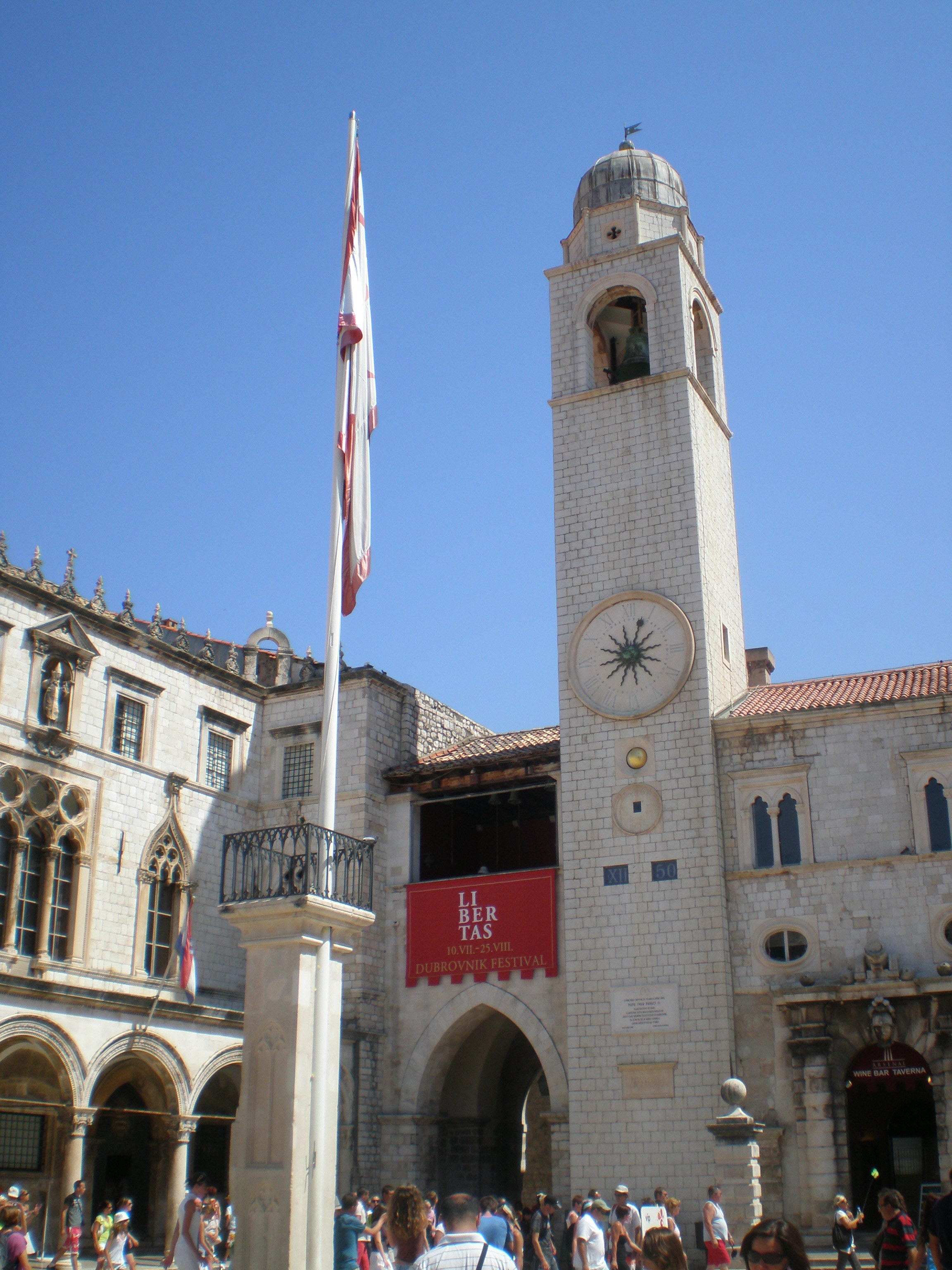
Libertas-vlaggen op het Luža-plein

De vlag van Dubrovnik is een wit doek met daarop een afbeelding van Sint-Blasius tussen zijn initialen. Sint-Blasius is de beschermheilige van Dubrovnik. De vlag werd in 1990 weer officieel in gebruik genomen, maar kent een lange geschiedenis.
De symboliek van Dubrovnik bouwt voort op die van de Republiek Ragusa. Deze republiek maakte in zijn eeuwenlange bestaan tegelijkertijd gebruik van twee vlaggen, die, omdat de specificaties nooit werden vastgelegd, in allerlei variaties voorkwamen. In de eerste plaats de witte vlag met Sint-Blasius, die nu de officiële stadsvlag is. Deze vlag werd gebruikt als staatsvlag, dus voor officiële gelegenheden. Vaak, maar niet altijd, werd de heilige tussen zijn initialen geplaatst. Daarnaast gebruikte men als civiele vlag en handelsvlag een wit doek met daarop, al dan niet in een schild, het Ragusaanse motto Libertas. Als alternatieve handelsvlag gebruikte men een wit doek met daarop het wapen van Ragusa. Deze vlag wees erop dat er hooggeplaatste personen aan boord waren.
Na het einde van de Republiek Ragusa in 1808 bleef de stad Dubrovnik de vlaggen uit de republikeinse tijd gebruiken. Pas na de Tweede Wereldoorlog werd de vlag met Sint-Blasius afgeschaft, omdat de Socialistische Federale Republiek Joegoslavië geen behoefte had aan religieuze symboliek. De Libertas-vlag bleef wel in gebruik, nu vaak in de socialistische kleuren rood en geel.
Toen de communisten hun macht in Kroatië verloren, werd de vlag met Sint-Blasius weer in gebruik genomen. Vlaggen met Libertas kan men echter in het Dubrovnikse straatbeeld ook veel zien.